# Павићевић
Павићевић је јужнословенско презиме, уобичајено у Црној Гори, Србији и Хрватској. Познати људи са овим презименом су:
- Бојан Павићевић (1975), српски футсал играч
- Борка Павићевић (1947–2019), црногорски драматург и културни активиста
- Зорица Павићевић (1956), црногорска рукометашица
- Лука Павићевић (1968), српски кошаркашки тренер
- Љубомир Павићевић Фис (1927–2015), српски графички и индустријски дизајнер
- Саво Павићевић (1980), црногорски фудбалер